# Omloop Het Nieuwsblad 2021
Das Straßenradrennen Omloop Het Nieuwsblad 2021 war die 76. Austragung des belgischen Eintagesrennens. Das von Flanders Classics organisierte Rennen fand am 27. Februar statt und war Teil der UCI WorldTour 2021.

## Teilnehmende Mannschaften und Fahrer
Neben den 18 UCI WorldTeams standen 6 UCI ProTeams am Start. Für jedes Team starteten sieben Fahrer. Von den 173 Fahrern erreichten 140 Fahrer das Ziel. Nicht an den Start gingen Reto Hollenstein und Guillaume Boivin (Israel Start-Up Nation), da sie positiv auf COVID-19 getestet worden waren.
Mit Jasper Stuyven (Trek-Segafredo), Zdeněk Štybar (Deceuninck-Quick-Step), Greg Van Avermaet (AG2R Citroën Team), Sep Vanmarcke (Israel Start-Up Nation), Sebastian Langeveld (EF Education-Nippo) und Philippe Gilbert (Lotto Soudal) standen sechs ehemalige Sieger des Klassikers am Start.
Neben dem Titelverteidiger Jasper Stuyven zählten Mads Pedersen (Trek-Segafredo), Greg Van Avermaet, Oliver Naesen (beide Ag2r Citroën Team), Matteo Trentin, Alexander Kristoff (beide UAE Team Emirates) und Sep Vanmarcke (Israel Start-Up Nation) zu den Siegeskandidaten. Stark vertreten war auch Deceuninck-Quick-Step, das mit dem amtierenden Weltmeister Julian Alaphilippe, Kasper Asgreen, Yves Lampaert, Florian Sénéchal, Zdeněk Štybar und dem Sprinter Davide Ballerini gleich mehrere Möglichkeiten auf den Sieg hatte.

## Streckenführung
Die Strecke führte über 200,5 km von Gent über die Flämischen Ardennen nach Ninove. Insgesamt mussten die Fahrer 13 Hellingen (kurze Anstiege in Flandern) und 12 Kopfsteinpflaster-Passagen überqueren. Die letzten beiden Kopfsteinpflasteranstiege, die Muur-Kapelmuur (km 184) und der Bosberg (km 188), stellten die letzten großen Hindernisse vor dem Ziel dar.
|                       | km    | Kopfsteinpflaster | Anstieg |
| --------------------- | ----- | ----------------- | ------- |
| Haaghoek              | 46,4  | ●                 |         |
| Leberg                | 49,4  |                   | ●       |
| Huisepontweg          | 70,7  | ●                 |         |
| Den Ast               | 76,4  |                   | ●       |
| Katteberg             | 102,2 |                   | ●       |
| Holleweg              | 102,9 | ●                 |         |
| Haaghoek              | 108,6 | ●                 |         |
| Leberg                | 111,7 |                   | ●       |
| Paddestraat           | 117,8 | ●                 |         |
| Hostellerie           | 127,5 |                   | ●       |
| Valkenberg            | 136,7 |                   | ●       |
| Wolvenberg            | 148   |                   | ●       |
| Holleweg              | 148,1 | ●                 |         |
| Karel Martelstraat    | 149,3 | ●                 |         |
| Jagerij               | 151,7 | ●                 |         |
| Molenberg             | 158   | ●                 | ●       |
| Haaghoek              | 162,4 | ●                 |         |
| Leberg                | 165,5 |                   | ●       |
| Berendries            | 169,5 |                   | ●       |
| Elverenberg-Vossenhof | 172   |                   | ●       |
| Muur-Kapelmuur        | 183,8 | ●                 | ●       |
| Bosberg               | 187,7 | ●                 | ●       |
| Ziel                  | 203,9 |                   |         |

## Rennverlauf
Kurz nach dem Start konnte sich eine fünfköpfige Ausreißergruppe formieren. Ihr maximaler Vorsprung betrug über acht Minuten, da keiner der Fahrer eine Gefahr für die Favoriten im Hauptfeld darstellte.
Nachdem es mehrere Stürze und Angriffe aus dem Hauptfeld gegeben hatte, griff Matteo Trentin (UAE Team Emirates) 46 Kilometer vor dem Ziel auf dem Kopfsteinpflasteranstieg des Molenbergs an und setzte sich mit einer kleinen Gruppe vom Peloton ab. Mit dabei waren unter anderen Julian Alaphilippe, Zdeněk Štybar (Deceuninck-Quick-Step), Greg Van Avermaet (AG2R Citroën Team) und Sep Vanmarcke (Israel Start-Up Nation). Nachdem die Ausreißergruppe gestellt worden war, griff Alaphilippe am Berendries 34 Kilometer vor dem Ziel erneut an und setzte sich ab.
Kurz vor dem Anstieg zur Muur-Kapelmuur (Mauer von Geraardsbergen) wurden aber sowohl Alaphilippe als auch die Verfolgergruppe rund um Greg Van Avermaet vom Hauptfeld eingeholt. Im Anstieg griff Gianni Moscon (Ineos-Grenadiers) an, konnte sich aber nicht entscheidend absetzen. Auch am letzten Anstieg des Rennens, dem Bosberg, konnte sich keiner von dem Fahrerfeld lösen. Deceuninck-Quick-Step hielt das Tempo hoch und bereitete den Sprint für Davide Ballerini vor. Seine größten Konkurrenten waren Bryan Coquard (B&B Hotels p/b KTM), Christophe Laporte (Cofidis, Solutions Crédits) und Matteo Trentin (UAE Team Emirates). Alexander Kristoff (UAE Team Emirates) war nach einem technischen Defekt kurz vor dem Ziel abgehängt worden.
Im Zielsprint setzte sich Davide Ballerini durch und gewann vorn Jake Stewart (Groupama-FDJ) und Sep Vanmarcke. In der ersten Gruppe kamen 45 Fahrer an.

## Rennergebnis
| Platz | Fahrer           | Nation | Team                  | Zeit                  |
| ----- | ---------------- | ------ | --------------------- | --------------------- |
| 01.   | Davide Ballerini | ITA    | Deceuninck-Quick-Step | 4:43:03 h (42,5 km/h) |
| 02.   | Jake Stewart     | GBR    | Groupama-FDJ          | "                     |
| 03.   | Sep Vanmarcke    | NED    | EF Education-Nippo    | "                     |
| 04.   | Heinrich Hausler | AUS    | Bahrain-Victorious    | "                     |
| 05.   | Philippe Gilbert | BEL    | Lotto Soudal          | "                     |
| 06.   | Alex Aranburu    | ESP    | Astana-Premier Tech   | "                     |
| 07.   | Florian Sénéchal | FRA    | Deceuninck-Quick-Step | "                     |
| 08.   | Matteo Trentin   | ITA    | UAE Team Emirates     | "                     |
| 09.   | Kevin Geniets    | LUX    | Groupama-FDJ          | "                     |
| 10.   | Nils Politt      | GER    | Bora-Hansgrohe        | "                     |